# Zombie Loan
Zombie Loan (jap. ゾンビローン Zonbi rōn) – shōnen manga stworzona przez duet autorek Peach-Pit: Banri Sendo i Shibuko Ebarę. Seria ta była publikowana na łamach magazynu Gekkan GFantasy wydawnictwa Square Enix. 
Na podstawie mangi powstał serial anime, wyprodukowany przez studio Xebec M2. Jego emisja na japońskim kanale TV Asahi rozpoczęła się 3 lipca 2007 roku. Jedenasty odcinek został wyemitowany 11 września 2007 roku. Odcinki 12 i 13 były wydawane tylko na DVD w kwietniu 2008. 
W Polsce anime zostało wydane na DVD przez Anime Virtual.

## Opis fabuły
Michiru Kita to zwykła uczennica, lecz z niezwykłą zdolnością widzenia szarych „obręczy” na szyjach ludzi, którzy mają wkrótce umrzeć (jest to tzw. wzrok Shinigami). Znak z czasem staje się ciemniejszy, aż w końcu robi się kompletnie czarny (osoba wtedy umiera). Chika Akatsuki i Shito Tachibana to chłopcy z klasy Michiru, oboje mają czarne „obręcze” na szyjach, ale nie są jeszcze martwi. Byli jedynymi osobami, które „przeżyły” wypadek (tak naprawdę zawarli kontrakt-pożyczkę z biurem o nazwie Zombie-Loan). W zamian za możliwość życia, muszą polować na zombie.